# 印度国民大会党
印度国民大会党，簡稱印度国大党或國大黨，为印度历史最悠久的政黨，也是印度兩大主要政党之一（另一個是印度人民黨），据称有初级党员3000万、积极党员150万。

## 歷史
国大党创建于1885年12月，原為較鬆散的柔性政黨。最初的目标是争取为受良好教育的印度人分享政府权利而没有遭到当局的反对，随后由于激进的自治主张遭到英国殖民当局的反对，国大党开始转向反对英国殖民统治、争取印度独立为目标。1924年，聖雄甘地成為國大黨黨主席，開始積極投入印度獨立運動。
1947年印度独立后，国大党於尼赫魯領導下长期执政。1964年尼赫魯去世後，在短暫的過渡期之後，其女英迪拉·甘地於1966年接任總理，成為印度第一位女總理。1969年该党开始分裂，其後英迪拉·甘地更一度宣布戒嚴，1977年在大选慘败下台，結束國大黨自印度獨立以來30年的執政。1978年英迪拉·甘地改組該党，國大黨成為剛性政黨，統一由尼赫魯-甘地家族領導。1980年重新上台，但1984年英迪拉·甘地遇剌身亡後，由其子拉吉夫·甘地接任總理，同年大選國大黨以壓倒性優勢勝出，但1989年敗選下台。1991年拉吉夫·甘地遇剌身亡後，受惠同情效應再次上台，由拉奧出任新總理。而時值冷戰結束，國大黨再次上台後，改變過去堅持數十年的社會主義和計劃經濟政策，轉為支持市場經濟。
1996年大選，國大黨連任失敗，出現懸峙國會，國大黨慘敗，成為第三大黨，後支持由多個黨派組成的聯合陣線組建聯合政府。1998年大選，國大黨慘敗，人民黨組少數政府上台。1999年大選，國大黨再次慘敗，人民黨成功組建首個多數政府，國大黨以114个席位作为议会第二大党以及在野黨。
2004年5月，印度第14届议会选举，国大党出乎意外获得胜利重新取得执政地位，人民党屈居第二；大选获胜后国大党全国委员会指定现任国大党主席索尼亚·甘地接任印度总理，2004年5月18日索尼亚·甘地表示放弃新总理一职，国大党元老、前财政部长曼莫汉·辛格于5月22日担任新总理。2009年大選，國大黨領導的聯盟再次獲得勝利，蟬聯執政。
2014年印度大选，國大黨慘敗，失去執政權。

## 政治主張
国大党主张坚持“民族主义、世俗主义、民生主义、社会主义”四项基本原则，强调团结、统一、教派和睦；在坚持“混合经济”和“计划经济”的前提下，突出改革和发展；以互不干涉、和平共处和不结盟为其对外关系的指导原则。

## 派系
经多次分裂合并，现主要有两派：
- 印度国民大会党（英迪拉派），1978年从国大党分立，主席为索尼娅·甘地；
- 印度国民大会党（社会主义派），1981年分立，主席钱德拉·辛哈；
- 另外，全印英迪拉国大党为国大党的分离派，1996年3月被选举委员确认为全国性的政党参加议会大选，主席纳拉扬·达特·蒂瓦里，执行主席阿尔琼·辛格。